# Pays du Centre-Bretagne
 (juillet 2025).
- Si vous ne connaissez pas le sujet, laissez ce bandeau (vous pouvez alors contacter les auteurs).
- Si vous supprimez le contenu mis en cause (vous pouvez préalablement contacter les auteurs),

argumentez précisément cette suppression dans la page de discussion
(un manque de référence n'est pas un argument ; une recherche réelle de référence doit avoir été effectuée, être formellement documentée).
La dénomination Centre Bretagne peut représenter un territoire plus ou moins vaste selon la définition choisie, plus ou moins officielle du cœur de la péninsule bretonne.    

## Pays de Centre-Bretagne

### Depuis 2017

Logo de la communauté de communes Loudéac Communauté − Bretagne Centre.

Depuis le 1er janvier 2017, la communauté de communes Loudéac Communauté − Bretagne Centre, située dans le département des Côtes-d'Armor et créée par arrêté préfectoral du 9 novembre 2016, remplace le syndicat mixte du pays du Centre-Bretagne et les quatre quatre établissements publics de coopération intercommunale qui la composait,. Elle se situe au sud des communautés d'agglomération Lamballe Terre et Mer et Dinan Agglomération et au nord de Pontivy Communauté. 

### Avant 2017
Le syndicat mixte du pays du Centre-Bretagne regroupe 48 communes du département des Côtes-d'Armor autour de Loudéac, Plémet et Merdrignac. 
Il est constitué de quatre établissements publics de coopération intercommunale à fiscalité propre : 
- la Communauté intercommunale pour le développement de la région et des agglomérations de Loudéac (CIDERAL) (32 communes) ;
- la Communauté de communes du Pays d'Uzel-près-l'Oust (3 communes, qui ont rejoint la communauté précédente le 1er janvier 2014) ;
- la Communauté de communes Hardouinais Mené (9 communes) ;
- la Communauté de communes du Mené (7 communes).

ainsi que le département des Côtes-d'Armor.
Son président est, depuis sa création en 2001, Guy Le Helloco, maire de Gausson et président de la CIDERAL,.

## Un territoire plus vaste
Cependant, d'autres territoires de Bretagne centrale, sur les départements du Finistère et du Morbihan (Carhaix-Plouguer et arrondissement de Pontivy) se reconnaissent dans cette notion de Centre Bretagne, très souvent sous la dénomination bretonne de Kreiz Breizh. 
Cette Bretagne intérieure ou  Argoat (« au bord des bois » en breton), mais dont la définition peut être plus large que le Centre Bretagne, fait opposition à l'Armor (« au bord de la mer ») ou Bretagne littorale, plus connue des touristes. L'économie de ces territoires est essentiellement marquée par l'industrie agro-alimentaire et l'élevage industriel (porc, volaille).